# 흑우 (영화)
"흑우"는 2000년에 개봉한 대한민국의 영화이다.

## 캐스팅
- 최재성 : 김정길 역
- 원표 : 여미양 역
- 이예지 : 쏘냐 역